# Capilla del Señor

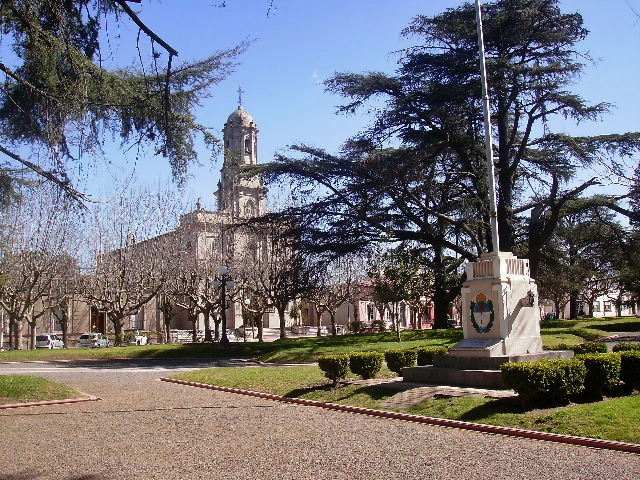
Plaza San Martín

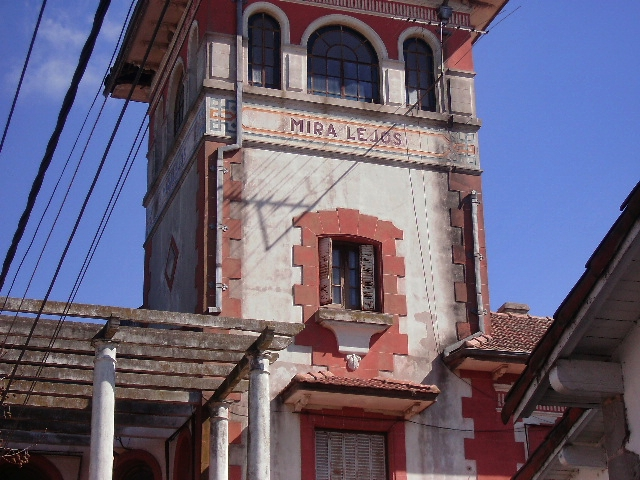
Torre Miralejos

Capilla del Señor es la localidad cabecera del partido de Exaltación de la Cruz, ubicado en el noroeste del área metropolitana de Buenos Aires (AMBA), en la provincia de Buenos Aires (República Argentina).
Limita con San Antonio de Areco, San Andrés de Giles, Luján, Pilar, Campana y Zárate.

## Geografía

### Ubicación
Se encuentra a 82 km de Buenos Aires, a 24 km de Zárate, a 27 km de Pilar, 30 km de Campana y Luján, a 47 km de San Antonio de Areco, y a 49 km de San Andrés de Giles.

### Población
Cuenta con 9244 habitantes (Indec, 2010), lo que representa un incremento del 15
% frente a los 8044 habitantes (Indec, 2001) del censo anterior.
| Gráfica de evolución demográfica de Capilla del Señor entre 1869 y 2010 |
|                                                                         |
| Fuentes: INDEC                                                          |

## Historia
1527: Sebastián Gaboto y sus hombres ―que en sus expediciones fueron los primeros europeos en estas tierras que posteriormente constituirían el partido de Exaltación de la Cruz― bautizan al Río Paraná de las Palmas como tal el Domingo de Ramos de ese año, por existir en sus orillas profusión de palmeras y palmas que fueron usadas en aquella misa de celebración.
1536: Pedro de Mendoza y sus hombres fundan Buenos Aires.
1580: Juan de Garay, proveniente de Asunción del Paraguay, refunda Buenos Aires para reafirmar los derechos de la Corona española frente a las intenciones expansionistas lusitanas. Una de las medidas para instrumentar esta defensa territorial es el Reparto de Tierras (o Suertes de Estancias) que efectúa el 24 de octubre de ese año, entre veinticinco vecinos que lo habían acompañado en la fundación definitiva de Buenos Aires.
1614: Se establece la Compañía de Jesús en tierras de los actuales distritos de Exaltación de la Cruz y Zárate, iniciando la explotación del recurso ganadero y el control de las mercaderías procedentes del norte. Además de la estancia de producción, los Jesuitas fundan un puerto y un colegio.
1730: Francisco Casco de Mendoza ―proveniente de la provincia de Entre Ríos―, primero de su familia en establecerse en estos pagos, hace construir en una de sus estancias, a orillas del Arroyo de la Cruz, una Capilla para su devoción particular, que se ubicaría en el actual patio y casa parroquial.
1735: El 14 de septiembre, día en que la Iglesia católica celebra la festividad de la
Exaltación de la Santa Cruz, la autoridad eclesiástica eleva a la categoría de Viceparroquia al oratorio de Casco de Mendoza, librándolo al culto público.
1750: 1760: Queda constituido el pueblo de la Capilla del Señor alrededor de la viceparroquia, cumpliendo con la Real Pragmática del rey Carlos III, la que mandaba a «que todos los habitantes ruralmente dispersos deben acercarse a un centro religioso para que sus niños sean educados en el cristianismo y en las primeras letras».
1784: El Ilustrísimo Cabildo «Justicia y Regimiento» ordena la creación del partido de la Cañada de la Cruz (antigua denominación de estos parajes). Los límites de este distrito serán los de la parroquia de la Capilla del Señor.
1785: El 1 de enero se designa la primera autoridad exclusiva y propia del distrito. El designio recae sobre Francisco Remigio Casco de Mendoza, nieto del propietario del oratorio original.
1854: Se escinde de estas tierras el partido de Zárate.
1820: El 28 de junio, unos 14 km al suroeste de Capilla del Señor, las fuerzas argentinas de Estanislao López vencen a las fuerzas unitarias porteñas de Miguel Estanislao Soler en la batalla de Cañada de la Cruz.
1855: Se escinde estas tierras el partido de Campana. Como consecuencia de la creación de estos nuevos distritos, Exaltación de la Cruz se convierte en territorio mediterráneo, dejando de percibir los impuestos por mercaderías ingresadas a través de los puertos de Zárate y de Campana.
1872: Fundación de la primera biblioteca: la Biblioteca Municipal Preceptor Manuel Cruz.
```
En 1903 nace don Agustín Sosa, fue uno de los últimos directores de la Banda de música del pueblo. El pueblo se despide del gran maestro en 1972.
```

1973: El pueblo de Capilla del Señor es declarado «ciudad» por la ley provincial n.º 8101, del 18 de septiembre de 1973.

## Turismo
- La localidad de Capilla del Señor ha sido declarada desde 1994, Bien de Interés Histórico Nacional.
- En la fecha del 14 de septiembre se celebra la Fiesta Patronal (feriado local): Aniversario de la Exaltación de la Cruz.
- Se desarrolla el Rally Serie de Mountain Bike Capilla del Señor.
- La pulpería Los Ombúes, es una de las más antiguas de la Argentina.
- La Estancia El Cencerro Hotel Boutique en Capilla del Señor: relax, naturaleza y arte
- El Salón de Eventos Sociales y Corporativos de la Estancia El Cencerro en Capilla del Señor
- La Estancia Martín Fierro, perteneció a José Hernández.
- Sobre la ex calle Mitre, hay un solar con torre mirador, conocida como "El miralejos", donde hacia 1860 funcionó un hotel casino, frecuentado por personalidades como Domingo Faustino Sarmiento, Dardo Rocha, Jorge Luis Borges.
- Iglesia parroquial inaugurada en 1865, en presencia del Gobernador Mariano Saavedra, relacionado con la localidad por su padre Brigadier General Cornelio Saavedra, vecino del Partido.
- Cementerio, con lápidas del siglo XIX, como las de John O´Brien o la de los fallecidos en una epidemia de cólera a mediados de ese siglo.
- Museo del Periodismo Bonaerense, en él se encuentra la maquinaria original (Marinoni ) que fue importada de París antes de 1871.
- Puente Viejo Brigadier Mitre, es el primer puente sobre el Arroyo de la Cruz. Fue inaugurado el 14 de junio de 1861.
- Biblioteca Municipal "Preceptor Manuel Cruz". Fundada en 1872.
- Palacio Municipal, inaugurado en 1904.[13][14][15]
- El Mirador (@elmirador_resto) En 1862 el francés Enrique Lamarque manda a construir esta casona para su esposa María Jáuregui.

La construcción, realizada por los maestros alarifes Domingo y Pedro Fontán, muestra una clara influencia de la colonia francesa asentada en Capilla del Señor. Se destaca por su torre mirador con cupulino en rosetón recubierto de mayólicas, que remata en veleta. Sobresalen, además, el balcón de hierro y mampostería que da a la calle principal, con barandal, baustres y jambas y las verjas de hierro forjado a mano uniendo el rompevientos del techo. El salón principal, ubicado en la planta baja, funcionó como sala de juegos, almacén, corralón y alojamiento. Se conecta con un jardín interno que enlaza visualmente con la galería superior. Una escalera da acceso a la planta alta que cuenta con tres salas.
En su momento, “El Mirador” funcionó como un importante Hotel Casino que fue frecuentado por ilustres figuras, como el expresidente Domingo F. Sarmiento y Dardo Rocha, el fundador de la ciudad de La Plata.
Ubicación:
Calle Urcelay entre Casco y Estrada.

## Accesos terrestres

### Carreteras
- Desde la Ciudad Autónoma de Buenos Aires:

Por Ruta Nacional N.º 8, en el km 69, se gira a la derecha para ingresar a Capilla del Señor por la Ruta Provincial 39.
- Desde Rosario:

Por Ruta Nacional 9 Panamericana hasta Zárate, a la derecha por Ruta Nacional 193 1 km, y luego a la izquierda por Ruta Nacional 192.

### Transporte en FF.CC desde Buenos Aires
Los siguientes servicios ferroviarios salen de la Estación Retiro:
- Ferrocarril General Bartolomé Mitre, Corredores Ferroviarios, hasta estación Victoria, donde se combina con ramal a Capilla del Señor

Los siguientes servicios ferroviarios salían de la Estación Federico Lacroze:
- Ferrocarril General Urquiza, es llamado "El Gran Capitán" y su estación terminal es Posadas, (Prov. de Misiones). Capilla del Señor es la segunda estación en su trayecto. Años antes pasaba por aquí el tren histórico correspondiente al "ferroclub argentino" que tiempo después fue cancelado. Esta línea posee servicios de carga. No posee servicios de pasajeros desde 2012.

## Parroquias de la Iglesia católica en Capilla del Señor
| Diócesis  | Zárate-Campana        |
| --------- | --------------------- |
| Parroquia | Exaltación de la Cruz |